# کیت کارسون (کالیفرنیا)
کیت کارسون (به انگلیسی: Kit Carson) یک منطقهٔ مسکونی در ایالات متحده آمریکا است که در شهرستان آمادور، کالیفرنیا واقع شده‌است. کیت کارسون ۲٬۲۲۱ متر بالاتر از سطح دریا واقع شده‌است.